# Velký sval bederní
Velký sval bederní je dlouhý sval na boční straně bederní oblasti páteře a okraji malé pánve. Spolu s kyčelním svalem tvoří bedrokyčelní sval. Upnut je na trochanter minor. Jeho začátek na těle obratlů T12–L5, processus costarii L1–L5. Umožňuje flexi, vnější rotace a addukci v kyčelním kloubu. Inervace pomocí nervus femoralis, přímé větve z plexus lumbalis L1–L3.

## Další obrázky

Velký sval bederní (červeně)
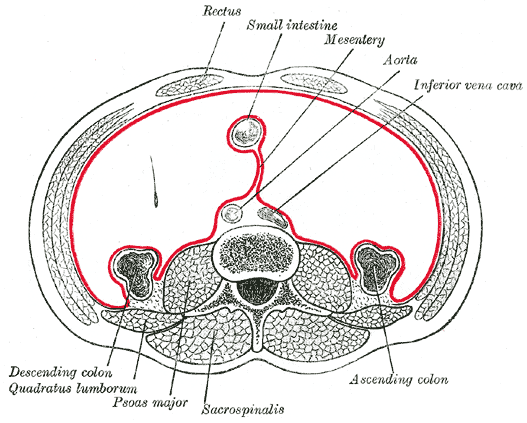
Horizontální uspořádání pobřišnice v dolní části břicha (velký sval bederní – Psoas major v levém dolním rohu)
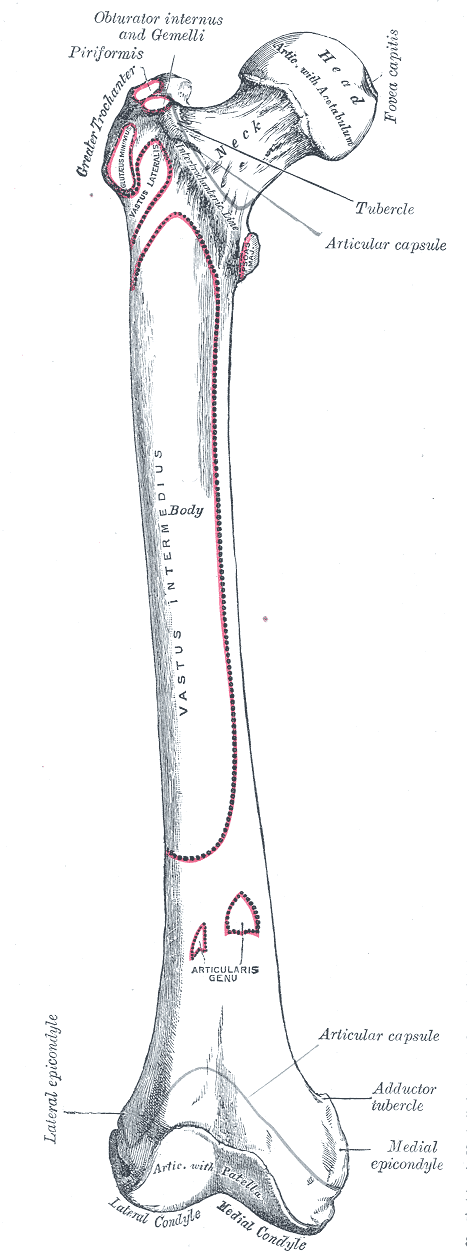
Pravá stehenní kost
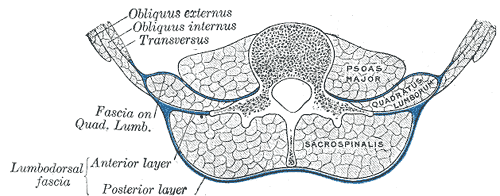
Schéma příčného řezu zadní břišní stěny – lumbodorsal fascie
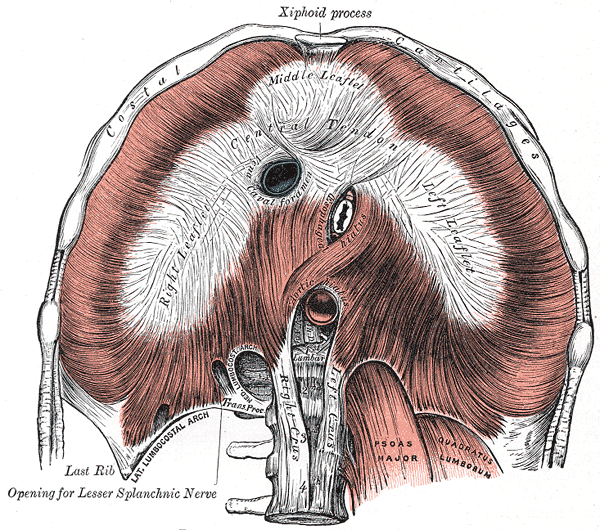
Bránice
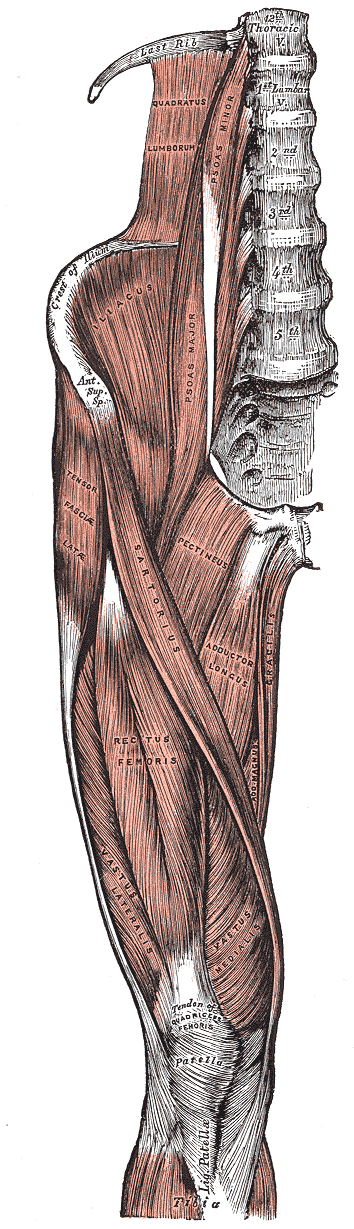
Svaly kyčelní a přední stehenní svaly
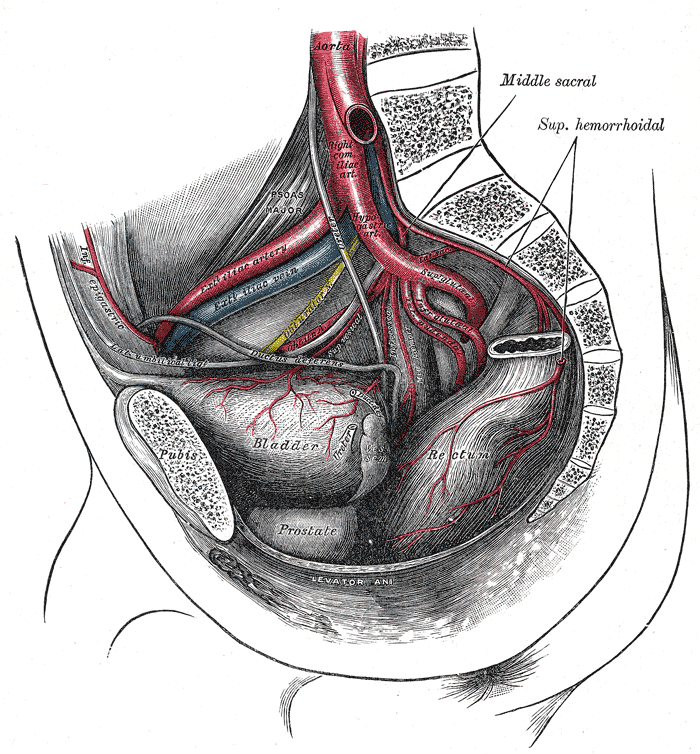
Tepny pánve
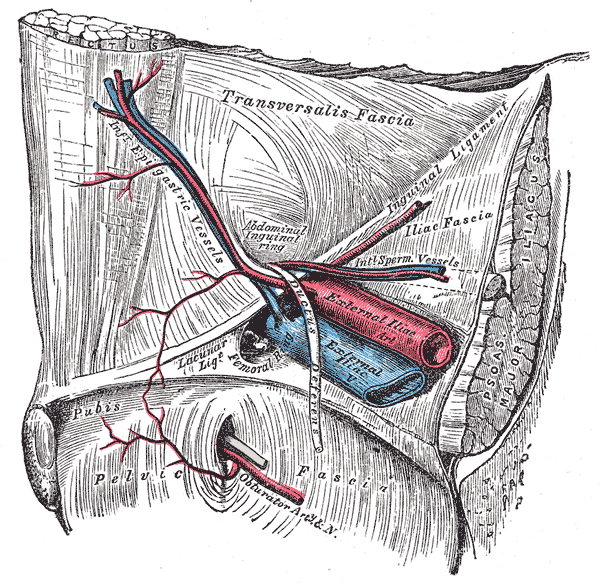
Průřez břichem
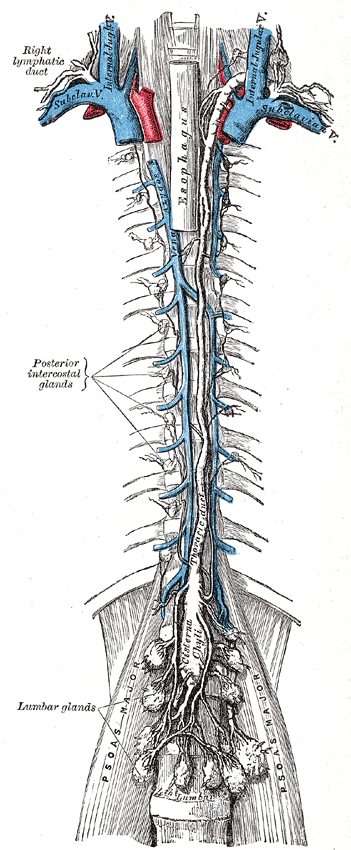
Schéma lymfatických cest
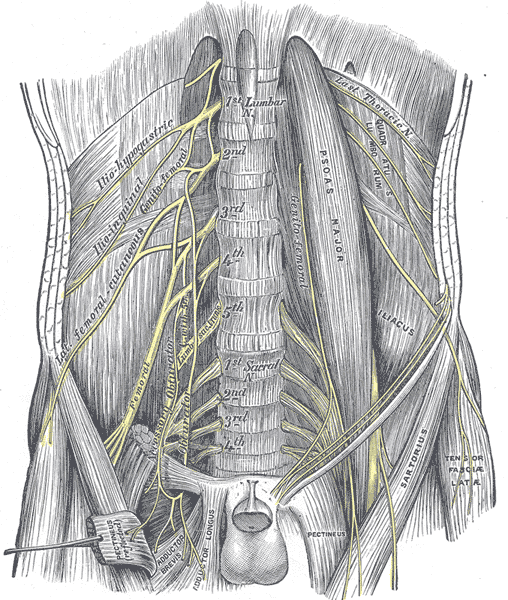
Bederní plexus a jeho části
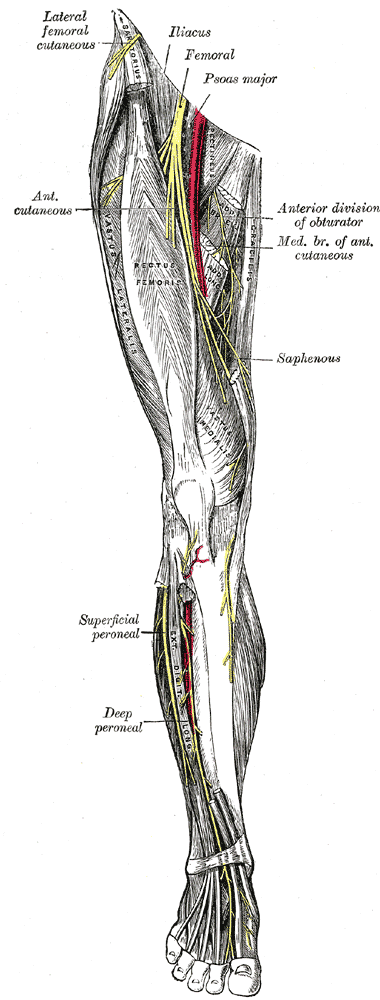
Nervy v pravé dolní končetině
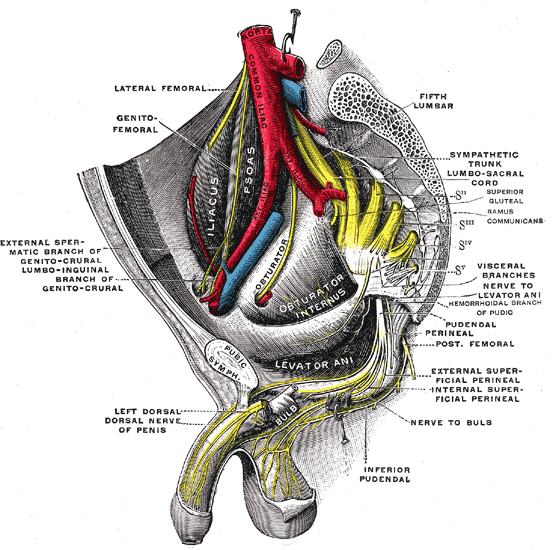
Sakrální plexus pravé strany
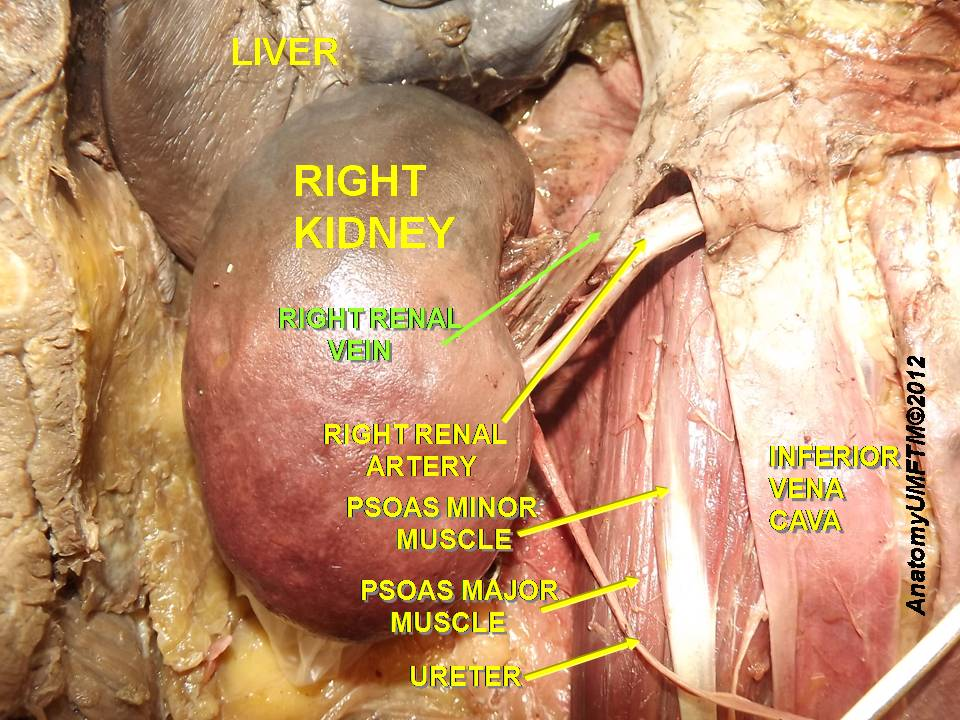
Velký sval bederní
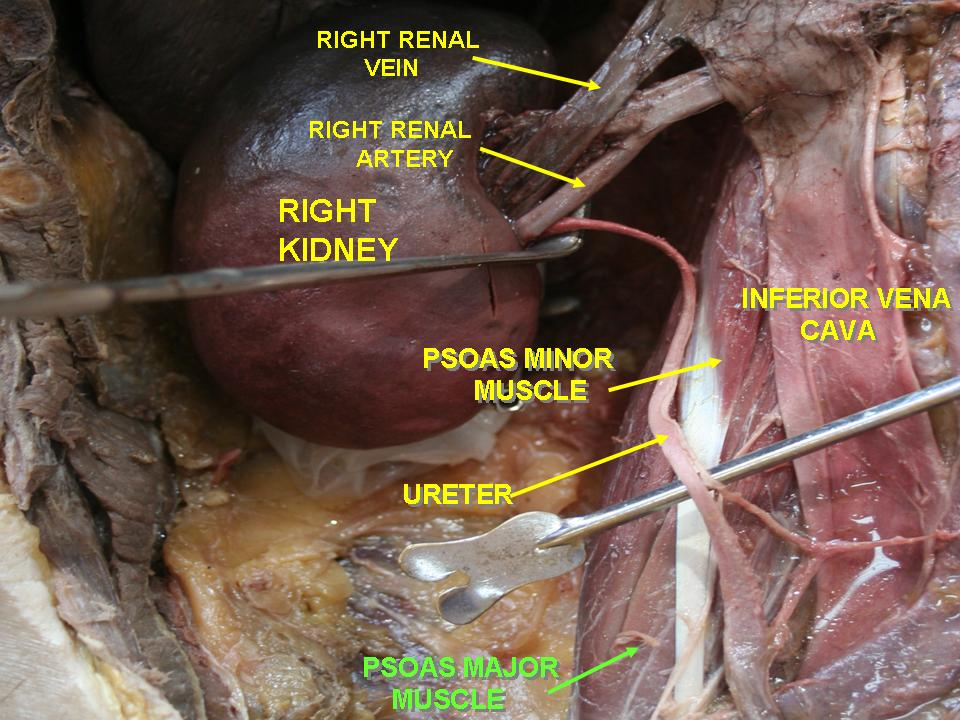
Velký sval bederní
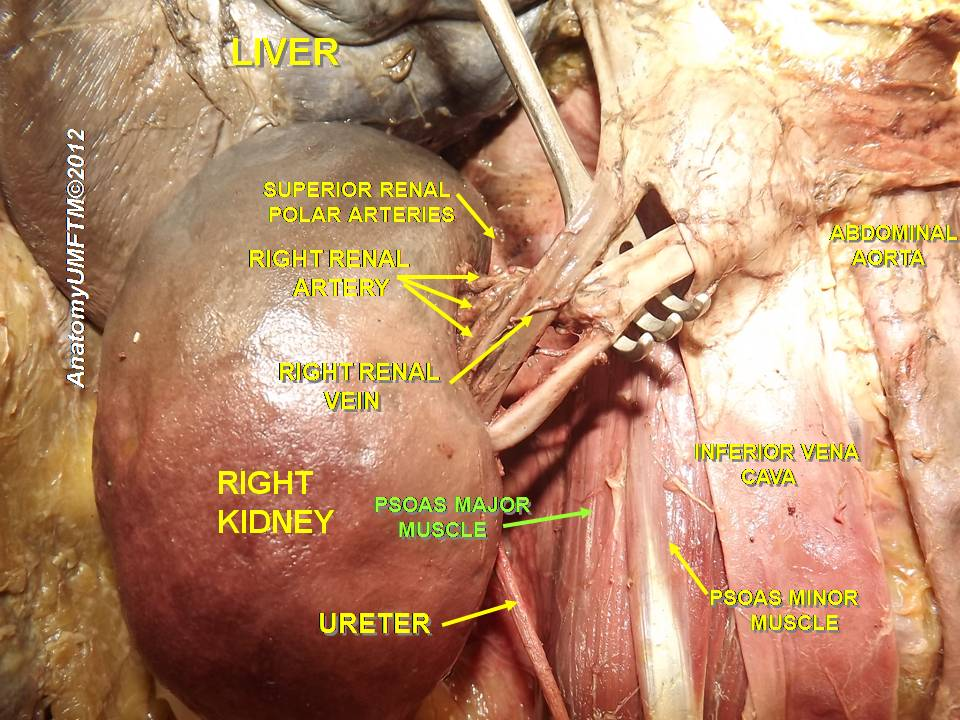
Velký sval bederní